# UFC 9
UFC 9: Motor City Madness는 1996년 5월 17일에 미국 미시간주에서 개최된 UFC 경기이다.

## 같이 보기
- UFC
- UFC 대회 목록